# 奥古斯特·恩格斯
奥古斯特·恩格斯（德語：August Engels；1797年6月25日—1874年4月26日）是德国的一个纺织业工厂主和政治人物。他出生于巴门（今德国伍珀塔尔的一部分）。他是马克思主义创始人之一弗里德里希·恩格斯的叔叔。

## 生平
恩格斯最初就读于布鲁歇尔学校，之后进入巴门的市立学校学习。1818年，他在科隆的重炮部队担任1年志愿兵。随后，他成为父亲约翰·卡斯帕·恩格斯创办的纺织厂“卡斯帕·恩格斯父子公司”的合伙人，直到1849年与其兄长卡斯帕共同经营。1820年，他继承了在巴门去世的叔叔本杰明（1751年—1820年）位于恩格斯街6号的宅邸。1854年，他被任命为普鲁士王家商业顾问。
1833年—1834年，恩格斯担任巴门市议员，并从1860年起（有短暂中断）担任市政助理，最后一次当选是在1872年。约1840年—1860年，他担任县议会议员，自1850年起成为省议会的候补议员。1851年—1854年，他是普鲁士第一院议员。1860年，他被任命为普魯士貴族院议员，并于1861年1月10日或14日正式就任。
恩格斯自贝尔吉施-马克铁路公司成立以来一直担任董事会成员。他还在商会中任职15年，担任商事法官6年，并是莱茵下游音乐节的创始人之一。
自1822年起，恩格斯担任长老或教会代表，并在1827年、1839年和1851年担任教堂管事。此外，他还是巴门美化协会的创始人之一。